# Athlītikos Omilos Kassiopī Kerkyra 2016-2017

## Stagione

### Rosa
| N. |                               | Ruolo | Calciatore            |
| -- | ----------------------------- | ----- | --------------------- |
| 1  | Grecia (bandiera)             | P     | Giannis Arabatzis     |
| 2  | Grecia (bandiera)             | D     | Chrīstos Gromītsarīs  |
| 3  | Macedonia del Nord (bandiera) | D     | Vladimir Dimitrovski  |
| 4  | Nigeria (bandiera)            | C     | David Nazim           |
| 5  | Grecia (bandiera)             | D     | Anastasios Venetis    |
| 6  | Grecia (bandiera)             | D     | Marios Tzanoulinos    |
| 7  | Grecia (bandiera)             | C     | Fotis Georgiou        |
| 9  | Grecia (bandiera)             | A     | Alexandros Arnarellis |
| 10 | Grecia (bandiera)             | C     | Panagiotis Zorbas     |
| 11 | Francia (bandiera)            | D     | Mathieu Gomes         |
| 13 | Grecia (bandiera)             | P     | Fotis Koutzavasilis   |
| 14 | Grecia (bandiera)             | A     | Giorgos Pamlidis      |
| 17 | Grecia (bandiera)             | D     | Spyros Spinoulas      |
| 18 | Guinea Equatoriale (bandiera) | C     | Viera Ellong          |

| N. |                                 | Ruolo | Calciatore                  |
| -- | ------------------------------- | ----- | --------------------------- |
| 19 | Grecia (bandiera)               | A     | Alexandros Kontos           |
| 21 | Grecia (bandiera)               | C     | Kyriakos Andreopoulos       |
| 22 | Grecia (bandiera)               | C     | Stefanos Siontis            |
| 23 | Grecia (bandiera)               | D     | Stratos Chintzidis          |
| 24 | Grecia (bandiera)               | D     | Giannis Ioannou             |
| 26 | Germania (bandiera)             | C     | Denis Epstein               |
| 30 | São Tomé e Príncipe (bandiera)  | D     | Jordão Diogo                |
| 31 | Grecia (bandiera)               | D     | Giannīs Zaradoukas          |
| 50 | Brasile (bandiera)              | A     | Thuram                      |
| 71 | Grecia (bandiera)               | P     | Thomas Triantafyllos        |
| 77 | Grecia (bandiera)               | A     | Konstantinos Georgakopoulos |
| 83 | Bosnia ed Erzegovina (bandiera) | C     | Branislav Nikić             |
| 92 | Francia (bandiera)              | D     | Moise Adilehou              |